# Baltasar Gonçalves Carvão

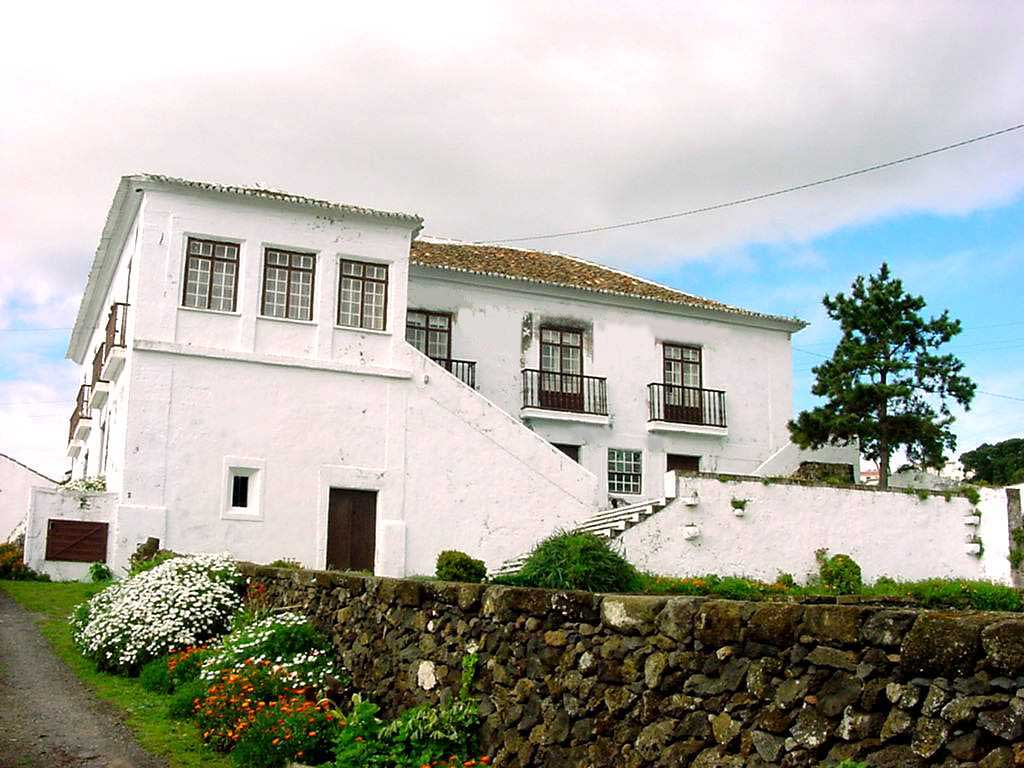
Solar da Familia Carvão, ilha Terceira, Açores.

 Baltazar Gonçalves Carvão  (século XVI – Ilha Terceira, Açores) esteve entre os primeiros povoadores que aportaram à ilha Terceira.
Têm o seu solar na freguesia de São Mateus da Calheta, junto à Baía de Villa Maria, numa antiga casa denominada Quinta de São Tomás da Vila Nova, com capela sob a invocação do referido Santo.

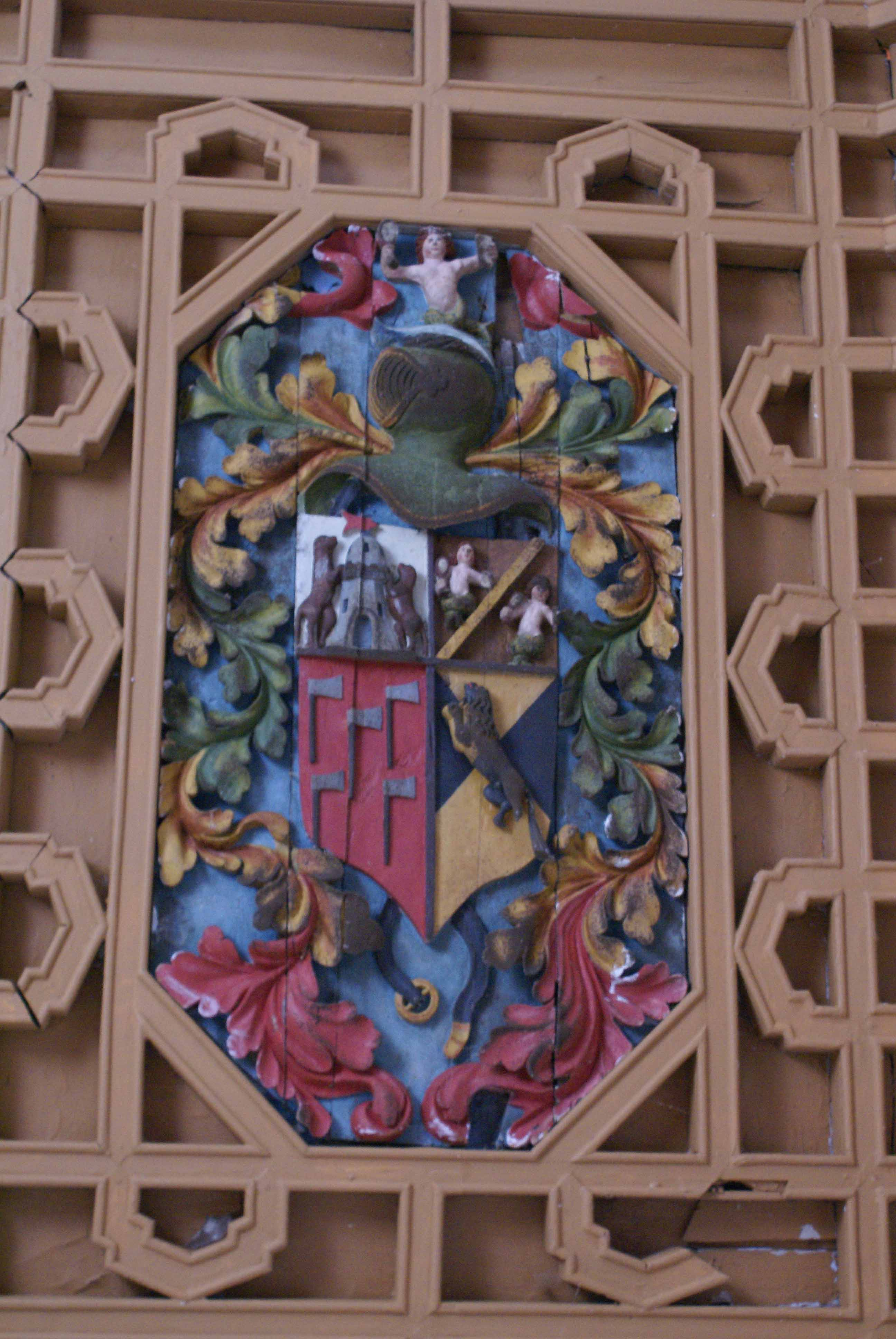
Brasão das famílias Fonseca e Ornelas que se encontra no Solar de São Tomás de Vila Nova, ilha Terceira, Açores, Portugal.

Na cidade de Angra do Heroísmo também esta família teve casa de habitação na rua do Duque de Palmela, contígua à capela de Nossa Senhora da Natividade, e que outrora foi cabeça do 3.° morgado instituído por Pedro Anes do Canto, 1.° do nome.
Baltazar Gonçalves Carvão, foi casado com D. Catarina Nunes, de quem teve:
1 - Manuel Gonçalves Carvão, casou com D. Maria da Fonseca, filha de Bartolomeu Gomes de Oeiras, Alcaide-mor de Angra do Heroísmo.
2 - António de São Tiago foi frade religioso franciscano.